# 앤드루스 합동기지
앤드루스 합동기지(영어: Joint Base Andrews), 미국의 비행장(America's Airfield)은 미국 메릴랜드주 프린스조지스 군 캠프스프링스에 있는 미국 해군과 미국 공군의 합동기지다. 미국의 대통령을 위한 에어포스원이 이 기지에 배치되어 있다. 워싱턴 공군지구 소속의 제11비행단이 배치되어 있다.
2009년, 앤드루스 공군기지와 워싱턴 해군 비행장을 합동기지로 합쳤다.

## 주둔 부대
- 미국 공군 정규군
  - 제11비행단
  - 미국 공군 공중기동사령부, 제89항공수송비행단
  - 제459공중급유비행단
  - 미국 공군 군악대
- 워싱턴 D.C 공군 방위군
  - 제113비행단
- 민간항공순찰대
  - 앤드루스 민간혼성비행전대

## 같이 보기
- 미국 공군의 시설 목록